# Artesia (zespół muzyczny)
Artesia – francuska grupa muzyczna grająca darkwave.
Grupa została założona w 2001 roku w Pleubian przez Agathe, która śpiewa i gra na keyboardzie. Pierwszy album został zarejestrowany w czerwcu 2003, ale jakość dźwięku pozostawiała wiele do życzenia i album nie mógł być dystrybuowany. We wrześniu 2003 roku dołączyła do grupy Gaëlle.
Pierwsze demo „L’aube morne” (5 utworów/20 minut) zostało nagrane we wrześniu 2004 i jest już wyprzedane. W grudniu 2005, Artesia podpisała umowę z francuską wytwórnią Prikosnovénie. Pierwszy album „Hilvern” ukazał się w lutym 2006. W czerwcu 2007 ukazał się nowy album „Chants d’Automne”. W 2008 Gaëlle opuściła grupę z powodów osobistych. Agathe pracowała następnie nad trzecim albumem z pomocą Loïca Cellier. We wrześniu 2009 Gaëlle grająca na skrzypcach powróciła do zespołu, podczas gdy Coralie (która grała na skrzypcach w czwartym albumie „Llydaw”) opuściła grupę.